# Burgstall Trohe
Der Burgstall Trohe (dessen originärer Name nicht belegt ist) ist eine abgegangene Turmhügelburg (Motte) auf einem flachen Hügel in einer Flussschleife der Wieseck am heute südlichen Ortsrand, früher östlichen Ortsrandes des alten Trohe, Ortsteil der Gemeinde Buseck im Landkreis Gießen in Hessen.

## Lage
Auf einer alten Flurkarte kann die Burg dem Gewann „Im Burggraben“ zugeordnet werden, damit lässt sich die Lage annähernd beschreiben.

## Geschichte
Klare zuordenbare urkundliche Nachweise zur Burg oder zu den Burgherren sind nicht vorhanden.
Als Erbauer werden die nach 1210 erstmals erwähnten Herren von Trohe vermutet, die später zusammen mit den Herren von Buseck zur Reichsritterschaft und den Ganerben des Busecker Tales gehörten und zeitweise auch über eine eigene Gerichtsbarkeit verfügten.
Ob diese oder die ehemalige Weißenburgk westlich von Trohe die Stammburg der hessischen Trohe war, ist urkundlich nicht belegt. Auch die Gleichsetzung aus einer Verkaufsurkunde von 1357 eines Siegfried genannt Kornegil von Trohe „aus ihrem Hof zu Trohe“ über eine ewige Korngülte an den Ritter Johann von Schwalbach kann nicht automatisch mit dem Burgstall gleichgesetzt werden. 1641 starben die Trohe aus und vermutlich spätestens dieses Datum war das auch das Ende der Burg.

## Beschreibung
Von der Burg selbst ist nichts erhalten. Bei Ausgrabungen im Jahr 2004 zeigten die Anschnitte den künstlich aufgeschütteten Berg der Motte.
Die Reste der vermutlich zur Sicherung eines Flussüberganges am Ort erbauten kleine Burg liegen heute unter einem 20 Meter Durchmesser breiten und bis zu sechs Meter hohem Schutthügel. Zu erwartende Umfassungsgräben sind nicht mehr sichtbar und wohl bei Aufgabe der Burganlage verfüllt wurden.
In der Gegenwart sind nur noch geringe Mauer- bzw. Steinreste und ein unzugänglicher Keller an der Oberfläche noch erkennbar. Reste einer an die Hofanlage Am Steg 5 angrenzenden Mauer werden noch zur Anlage gezählt. Die daneben gelegene spätere Anwesen und Gastwirtschaft Zum Burgkeller war Platz der jährlichen Ortskirmes. Das gesamte Areal der Burg ist als Kulturdenkmal eingestuft.